# Big in Japan (groupe)
Pour les articles homonymes, voir Big in Japan.
Big in Japan est un groupe britannique de punk rock, originaire de Liverpool, en Angleterre. Formé en 1977, il se sépare l'année suivante, puis se reforme brièvement en 1979.
Sa production discographique se résume à un split single, un EP et deux morceaux inédits sur des compilations d'artistes divers. La particularité de Big in Japan est d'avoir compté comme membres des musiciens qui connaîtront la célébrité par la suite, notamment Holly Johnson qui deviendra le chanteur de Frankie Goes to Hollywood, et Budgie, futur batteur de Siouxsie and the Banshees.

## Historique
C'est en mai 1977 que le groupe se forme avec Kevin Ward (basse et chant), Phil Allen (batterie) et Bill Drummond (chant et guitare). Ce dernier deviendra plus tard producteur et manager des groupes Echo and the Bunnymen et The Teardrop Explodes et fondera le groupe The KLF. Au mois d'août 1977, la formation est augmentée par la chanteuse Jayne Casey (que l'on retrouvera dans Pink Military et Pink Industry), et les guitaristes Clive Langer et Ian Broudie (futur membre de Original Mirrors (en) et The Lightning Seeds, également producteur d'Echo and the Bunnymen et Noir Désir),. Clive Langer quitte le groupe après l'enregistrement de la chanson Big in Japan qui figure sur le split single Brutality, Religion and a Dance Beat, partagé avec le groupe The Chuddy Nuddies. En octobre, Ambrose Reynolds remplace le bassiste Kevin Ward, avant de céder sa place à Holly Johnson. En janvier 1978, c'est Budgie, issu du groupe The Spitfire Boys, qui s'installe à la batterie. En juin, Holly Johnson est écarté au profit de Steve Lindsey, qui est remplacé en juillet par Dave Balfe.
Dave Balfe deviendra par la suite membre de The Teardrop Explodes, coproduisant avec Bill Drummond, sous le nom de The Chameleons, le premier album des Teardrop Explodes, Kilimanjaro, en 1980, ainsi que le premier album de Echo and the Bunnymen, Crocodiles, la même année. Les deux amis fondent également le label Zoo Records, dont la première publication est l'unique EP de Big in Japan, From Y to Z and Never Again, en 1978.
Quand sort l'EP, Big in Japan n'existe déjà plus. Le groupe se sépare après un dernier concert donné le 26 août 1978. Il se reforme brièvement en 1979 sous la forme d'un quatuor composé de Jayne Casey, Ian Broudie, Holly Johnson et Budgie, le temps d'enregistrer une session pour John Peel sur BBC Radio 1 en février.
Big in Japan se faisait remarquer lors des concerts qu'il donnait au Eric's Club à Liverpool. La chanteuse Jayne Casey poussait des hurlements et coiffait sa tête rasée d'un abat-jour, Holly Johnson avait également le crâne rasé à l'exception de deux tresses attachées, tandis que Bill Drummond portait un kilt.
Julian Cope, autre acteur de la scène musicale de Liverpool à cette époque, et alors membre, avec Ian McCulloch, du groupe Crucial Three, détestait tellement Big in Japan, qu'il est à l'origine d'une pétition exigeant sa dissolution. Et dans les années 1980, Bill Drummond deviendra manager du nouveau groupe de Julian Cope, The Teardrop Explodes, comptant parmi ses membres un autre ex Big in Japan, Dave Balfe.

## Discographie
- 1977 : Brutality, Religion and a Dance Beat (split single avec The Chuddy Nuddies, une chanson : Big in Japan)
- 1978 : From Y to Z and Never Again (EP quatre titres : Nothing Special, Cindy and the Barbi Dolls, Suicide A Go Go, Taxi)
- 1978 : Street to Street: A Liverpool Album (compilation multi artistes, une chanson : Match of The Day)
- 1982 : To the Shores of Lake Placid (compilation multi artistes, deux chansons : Society for Cutting Up Men, Suicide A Go Go)
- 1990 : The Zoo: Uncaged 1978-1982 (compilation multi artistes, cinq chansons : Suicide A Go Go, Nothing Special, Society for Cutting Up Men, Taxi, Cindy and the Barbi Dolls)